# Lista de episódios de Castle
Castle é uma série norte americana de drama-comédia criminal, que foi ao ar na ABC com um total de oito temporadas, criada por Andrew W. Marlowe. Tem como protagonistas Nathan Fillion, como o famoso escritor Richard Castle, e Stana Katic, como a detetive do NYPD Kate Beckett. A série teve um inicio de meio de temporada em 9 de Março de 2009. A ABC renovou Castle para uma segunda temporada com uma encomenda inicial de treze episódios, aumentando mais nove episódios e depois mais dois, portanto essa temporada teve um total de vinte e quatro episódios. Ela teve início em 21 de Setembro de 2009. Em Março de 2010, ABC renovou a série para sua terceira temporada com vinte e dois episódios, que teve início em 20 de Setembro de 2010, e estendeu por mais dois episódios. A quarta temporada teve início em 19 de Setembro de 2011. Em 8 de Dezembro de 2011, a ABC solicitou um episódio a mais para a temporada, tendo um total de vinte e três episódios. Em 10 de Maio de 2012, a série foi renovada para sua quinta temporada, que teve início em 24 de Setembro de 2012, e novamente estendeu a série de um total de vinte e dois episódios para um total de vinte e quatro episódios. Em 10 de Maio de 2013, a série foi renovada para sua sexta temporada. Em 8 de maio de 2014, foi renovada para sua sétima temporada. Em 8 de maio de 2015, foi renovada para sua oitava temporada.  O show foi cancelado após as oito temporadas.

## Resumo
| Temporada | Temporada | Episódios | Exibição original      | Exibição original  |
| Temporada | Temporada | Episódios | Estreia de temporada   | Final de temporada |
| --------- | --------- | --------- | ---------------------- | ------------------ |
|           | 1         | 10        | 9 de Março de 2009     | 11 de Maio de 2009 |
|           | 2         | 24        | 21 de Setembro de 2009 | 17 de Maio de 2010 |
|           | 3         | 24        | 20 de Setembro de 2010 | 16 de Maio de 2011 |
|           | 4         | 23        | 19 de Setembro de 2011 | 7 de Maio de 2012  |
|           | 5         | 24        | 24 de Setembro de 2012 | 13 de Maio de 2013 |
|           | 6         | 23        | 23 de Setembro de 2013 | 12 de Maio de 2014 |
|           | 7         | 23        | 29 de Setembro de 2014 | 11 de Maio de 2015 |
|           | 8         | 22        | 21 de Setembro de 2015 | 16 de Maio de 2016 |

## Episódios

### 1ª Temporada (2009)
| No. na série | No. | Título                           | Dirigido por  | Escrito por                                                                     | Exibição            | Código Prod. | Audiência (milhões) |
| ------------ | --- | -------------------------------- | ------------- | ------------------------------------------------------------------------------- | ------------------- | ------------ | ------------------- |
| 1            | 1   | "Flowers for Your Grave"         | Rob Bowman    | Andrew W. Marlowe                                                               | 9 de Março de 2009  | 101          | 10.76               |
| 2            | 2   | "Nanny McDead"                   | John Terlesky | Barry Schindel                                                                  | 16 de Março de 2009 | 103          | 10.97               |
| 3            | 3   | "Hedge Fund Homeboys"            | Rob Bowman    | David Grae                                                                      | 23 de Março de 2009 | 104          | 9.14                |
| 4            | 4   | "Hell Hath No Fury"              | Rob Bowman    | Andrew W. Marlowe                                                               | 30 de Março de 2009 | 102          | 9.09                |
| 5            | 5   | "A Chill Goes Through Her Veins" | Bryan Spicer  | Charles Murray                                                                  | 6 de Abril de 2009  | 105          | 9.03                |
| 6            | 6   | "Always Buy Retail"              | Jamie Babbit  | Gabrielle Stanton & Harry Werksman                                              | 13 de Abril de 2009 | 107          | 7.73                |
| 7            | 7   | "Home is Where the Heart Stops"  | Dean White    | Will Beall                                                                      | 20 de Abril de 2009 | 106          | 8.21                |
| 8            | 8   | "Ghosts"                         | Bryan Spicer  | Moira Kirland                                                                   | 27 de Abril de 2009 | 108          | 8.24                |
| 9            | 9   | "Little Girl Lost"               | John Terlesky | Elizabeth Davis                                                                 | 4 de Maio de 2009   | 109          | 9.97                |
| 10           | 10  | "A Death in the Family"          | Bryan Spicer  | História por: Andrew W. Marlowe & Barry Schindel Roteiro por: Andrew W. Marlowe | 11 de Maio de 2009  | 110          | 9.96                |

### 2ª Temporada 2009-2010
| Seq | Ep. | Titulo                             | Diretor            | Escritor                                                               | Exibido originalmente EUA | Cod. de Prod. | Audiência EUA (milhões) |
| --- | --- | ---------------------------------- | ------------------ | ---------------------------------------------------------------------- | ------------------------- | ------------- | ----------------------- |
| 11  | 1   | "Deep in Death"                    | Rob Bowman         | Andrew W. Marlowe                                                      | 21 de setembro de 2009    | 201           | 9.26                    |
| 12  | 2   | "The Double Down"                  | Rob Bowman         | David Grae                                                             | 28 de setembro de 2009    | 204           | 9.15                    |
| 13  | 3   | "Inventing the Girl"               | Dwight Little      | Moira Kirland                                                          | 5 de outubro de 2009      | 202           | 9.23                    |
| 14  | 4   | "Fool Me Once…"                    | Bryan Spicer       | Alexi Hawley                                                           | 12 de outubro de 2009     | 203           | 9.77                    |
| 15  | 5   | "When the Bough Breaks"            | John Terlesky      | René Echevarria                                                        | 19 de outubro de 2009     | 205           | 9.69                    |
| 16  | 6   | "Vampire Weekend"                  | Karen Gaviola      | Terri Miller                                                           | 26 de outubro de 2009     | 206           | 9.99                    |
| 17  | 7   | "Famous Last Words"                | Rob Bowman         | Jose Molina                                                            | 2 de novembro de 2009     | 207           | 9.43                    |
| 18  | 8   | "Kill the Messenger"               | Jonathan Frakes    | Terence Paul Winter                                                    | 9 de novembro de 2009     | 208           | 9.82                    |
| 19  | 9   | "Love Me Dead"                     | Bryan Spicer       | Alexi Hawley                                                           | 16 de novembro de 2009    | 209           | 10.53                   |
| 20  | 10  | "One Man's Treasure"               | Helen Shaver       | Elizabeth Davis                                                        | 23 de novembro de 2009    | 210           | 10.31                   |
| 21  | 11  | "The Fifth Bullet"                 | John Terlesky      | David Grae                                                             | 7 de dezembro de 2009     | 211           | 7.80                    |
| 22  | 12  | "A Rose for Everafter"             | Bryan Spicer       | Story by: Alexi Hawley Teleplay by: Terri Miller & Terence Paul Winter | 11 de janeiro de 2010     | 212           | 9.47                    |
| 23  | 13  | "Sucker Punch"                     | Tom Wright         | Will Beall                                                             | 18 de janeiro de 2010     | 213           | 9.45                    |
| 24  | 14  | "The Third Man"                    | Rosemary Rodriguez | Terence Paul Winter                                                    | 25 de janeiro de 2010     | 214           | 10.55                   |
| 25  | 15  | "Suicide Squeeze"                  | David Barrett      | Jose Molina                                                            | 8 de fevereiro de 2010    | 215           | 9.54                    |
| 26  | 16  | "The Mistress Always Spanks Twice" | Tom Wright         | Kate Sargeant                                                          | 8 de março de 2010        | 216           | 9.11                    |
| 27  | 17  | "Tick, Tick, Tick..."              | Bryan Spicer       | Moira Kirland                                                          | 22 de março de 2010       | 217           | 12.21                   |
| 28  | 18  | "Boom!"                            | John Terlesky      | Elizabeth Davis                                                        | 29 de março de 2010       | 218           | 14.50                   |
| 29  | 19  | "Wrapped Up in Death"              | Bill Roe           | Alexi Hawley                                                           | 5 de abril de 2010        | 219           | 11.70                   |
| 30  | 20  | "The Late Shaft"                   | Bryan Spicer       | David Grae                                                             | 12 de abril de 2010       | 220           | 12.68                   |
| 31  | 21  | "Den of Thieves"                   | John Terlesky      | Will Beall                                                             | 19 de abril de 2010       | 221           | 10.39                   |
| 32  | 22  | "Food to Die For"                  | Ron Underwood      | Terri Miller                                                           | 3 de maio de 2010         | 222           | 10.69                   |
| 33  | 23  | "Overkill"                         | John Terlesky      | René Echevarria                                                        | 10 de maio de 2010        | 223           | 10.86                   |
| 34  | 24  | "A Deadly Game"                    | Rob Bowman         | Andrew W. Marlowe                                                      | 17 de maio de 2010        | 224           | 10.07                   |

### 3ª Temporada 2010-2011
| Seq | Ep. | Titulo                                   | Diretor           | Escritor            | Exibido originalmente EUA | Cod. de Prod. | Audiência EUA (milhões) |
| --- | --- | ---------------------------------------- | ----------------- | ------------------- | ------------------------- | ------------- | ----------------------- |
| 35  | 1   | "A Deadly Affair"                        | Rob Bowman        | Andrew W. Marlowe   | 20 de setembro de 2010    | 301           | 10.70                   |
| 36  | 2   | "He's Dead, She's Dead"                  | John Terlesky     | Moira Kirland       | 27 de setembro de 2010    | 303           | 11.08                   |
| 37  | 3   | "Under the Gun"                          | Bryan Spicer      | Alexi Hawley        | 4 de outubro de 2010      | 302           | 10.83                   |
| 38  | 4   | "Punked"                                 | Rob Bowman        | David Grae          | 11 de outubro de 2010     | 304           | 10.66                   |
| 39  | 5   | "Anatomy of a Murder"                    | John Terlesky     | Terence Paul Winter | 18 de outubro de 2010     | 305           | 10.95                   |
| 40  | 6   | "3XK"                                    | Bill Roe          | David Amann         | 25 de outubro de 2010     | 307           | 11.32                   |
| 41  | 7   | "Almost Famous"                          | Félix Alcalá      | Elizabeth Davis     | 1 de novembro de 2010     | 306           | 11.27                   |
| 42  | 8   | "Murder Most Fowl"                       | Bryan Spicer      | Matt Pyken          | 8 de novembro de 2010     | 308           | 10.83                   |
| 43  | 9   | "Close Encounters of the Murderous Kind" | Bethany Rooney    | Shalisha Francis    | 15 de novembro de 2010    | 309           | 9.98                    |
| 44  | 10  | "Last Call"                              | Bryan Spicer      | Scott Williams      | 6 de dezembro de 2010     | 310           | 7.63                    |
| 45  | 11  | "Nikki Heat"                             | Jeff Bleckner     | David Grae          | 3 de janeiro de 2011      | 312           | 9.61                    |
| 46  | 12  | "Poof! You're Dead"                      | Millicent Shelton | Terri Miller        | 10 de janeiro de 2011     | 311           | 9.05                    |
| 47  | 13  | "Knockdown"                              | Tom Wright        | Will Beall          | 24 de janeiro de 2011     | 313           | 9.08                    |
| 48  | 14  | "Lucky Stiff"                            | Emile Levisetti   | Alexi Hawley        | 7 de fevereiro de 2011    | 314           | 9.26                    |
| 49  | 15  | "The Final Nail"                         | John Terlesky     | Moira Kirland       | 14 de fevereiro de 2011   | 315           | 8.75                    |
| 50  | 16  | "Setup"                                  | Rob Bowman        | David Amann         | 21 de fevereiro de 2011   | 316           | 8.99                    |
| 51  | 17  | "Countdown"                              | Bill Roe          | Andrew W. Marlowe   | 28 de fevereiro de 2011   | 317           | 10.11                   |
| 52  | 18  | "One Life to Lose"                       | David M. Barrett  | Elizabeth Davis     | 21 de março de 2011       | 318           | 12.03                   |
| 53  | 19  | "Law & Murder"                           | Jeff Bleckner     | Terence Paul Winter | 28 de março de 2011       | 319           | 12.56                   |
| 54  | 20  | "Slice of Death"                         | Steve Boyum       | Scott Williams      | 4 de abril de 2011        | 320           | 11.45                   |
| 55  | 21  | "The Dead Pool"                          | Paul Holahan      | Matt Pyken          | 11 de abril de 2011       | 321           | 12.33                   |
| 56  | 22  | "To Love and Die in L.A."                | John Terlesky     | Alexi Hawley        | 2 de maio de 2011         | 322           | 12.11                   |
| 57  | 23  | "Pretty Dead"                            | Jeff Bleckner     | Terri Miller        | 9 de maio de 2011         | 323           | 12.60                   |
| 58  | 24  | "Knockout"                               | Rob Bowman        | Will Beall          | 16 de maio de 2011        | 324           | 12.93                   |

### 4ª Temporada 2011-2012
| Seq | Ep. | Titulo                        | Diretor          | Escritor                         | Exibido originalmente EUA | Cod. de Prod. | Audiência EUA (milhões) |
| --- | --- | ----------------------------- | ---------------- | -------------------------------- | ------------------------- | ------------- | ----------------------- |
| 59  | 1   | "Rise"                        | Rob Bowman       | Andrew W. Marlowe                | 19 de setembro de 2011    | 401           | 13.28                   |
| 60  | 2   | "Heroes & Villains"           | Jeff Bleckner    | David Amann                      | 26 de setembro de 2011    | 402           | 11.67                   |
| 61  | 3   | "Head Case"                   | Holly Dale       | David Grae                       | 3 de outubro de 2011      | 403           | 11.18                   |
| 62  | 4   | "Kick the Ballistics"         | Rob Bowman       | Moira Kirland                    | 10 de outubro de 2011     | 404           | 10.23                   |
| 63  | 5   | "Eye of the Beholder"         | John Terlesky    | Shalisha Francis                 | 17 de outubro de 2011     | 405           | 11.23                   |
| 64  | 6   | "Demons"                      | Bill Roe         | Rob Hanning                      | 24 de outubro de 2011     | 406           | 10.81                   |
| 65  | 7   | "Cops & Robbers"              | Bryan Spicer     | Terence Paul Winter              | 31 de outubro de 2011     | 407           | 12.58                   |
| 66  | 8   | "Heartbreak Hotel"            | Bill Roe         | Elizabeth Davis                  | 7 de novembro de 2011     | 408           | 11.07                   |
| 67  | 9   | "Kill Shot"                   | David M. Barrett | Alexi Hawley                     | 21 de novembro de 2011    | 409           | 10.85                   |
| 68  | 10  | "Cuffed"                      | John Terlesky    | Terri Miller & Andrew W. Marlowe | 5 de dezembro de 2011     | 410           | 8.12                    |
| 69  | 11  | "Till Death Do Us Part"       | Jeff Bleckner    | David Grae                       | 9 de janeiro de 2012      | 411           | 9.76                    |
| 70  | 12  | "Dial M for Mayor"            | Kate Woods       | Christine Boylan                 | 16 de janeiro de 2012     | 412           | 9.41                    |
| 71  | 13  | "An Embarrassment of Bitches" | Tom Wright       | Rob Hanning                      | 23 de janeiro de 2012     | 413           | 10.05                   |
| 72  | 14  | "The Blue Butterfly"          | Chuck Bowman     | Terence Paul Winter              | 6 de fevereiro de 2012    | 414           | 8.70                    |
| 73  | 15  | "Pandora"                     | Bryan Spicer     | David Amann                      | 13 de fevereiro de 2012   | 415           | 8.86                    |
| 74  | 16  | "Linchpin"                    | Rob Bowman       | Andrew W. Marlowe                | 20 de fevereiro de 2012   | 416           | 9.73                    |
| 75  | 17  | "Once Upon a Crime"           | Jeff Bleckner    | Kate Sargeant                    | 27 de fevereiro de 2012   | 417           | 9.10                    |
| 76  | 18  | "A Dance with Death"          | Kevin Hooks      | Moira Kirkland                   | 19 de março de 2012       | 418           | 11.52                   |
| 77  | 19  | "47 Seconds"                  | Paul Holahan     | Shalisha Francis                 | 26 de março de 2012       | 419           | 11.87                   |
| 78  | 20  | "The Limey"                   | Bill Roe         | Elizabeth Davis                  | 2 de abril de 2012        | 420           | 11.69                   |
| 79  | 21  | "Headhunters"                 | John Terlesky    | Alexi Hawley                     | 16 de abril de 2012       | 421           | 11.23                   |
| 80  | 22  | "Undead Again"                | Bill Roe         | Christine Boylan                 | 30 de abril de 2012       | 422           | 11.08                   |
| 81  | 23  | "Always"                      | Rob Bowman       | Terri Miller & Andrew W. Marlowe | 7 de maio de 2012         | 423           | 12.36                   |

### 5ª Temporada 2012-2013
| Seq | Ep. | Titulo                           | Diretor          | Escritor                                                        | Exibido originalmente EUA | Cod. de Prod. | Audiência EUA (milhões) |
| --- | --- | -------------------------------- | ---------------- | --------------------------------------------------------------- | ------------------------- | ------------- | ----------------------- |
| 82  | 1   | "After the Storm"                | Rob Bowman       | David Amann                                                     | 24 de setembro de 2012    | 501           | 10.45                   |
| 83  | 2   | "Cloudy with a Chance of Murder" | Kate Woods       | Elizabeth Beall                                                 | 1 de outubro de 2012      | 503           | 10.35                   |
| 84  | 3   | "Secret's Safe with Me"          | John Terlesky    | Terence Paul Winter                                             | 8 de outubro de 2012      | 502           | 10.61                   |
| 85  | 4   | "Murder, He Wrote"               | Rob Bowman       | David Grae                                                      | 15 de outubro de 2012     | 505           | 10.94                   |
| 86  | 5   | "Probable Cause"                 | John Terlesky    | Andrew W. Marlowe                                               | 29 de outubro de 2012     | 506           | 10.84                   |
| 87  | 6   | "The Final Frontier"             | Jonathan Frakes  | Kate Sargeant                                                   | 5 de novembro de 2012     | 507           | 10.02                   |
| 88  | 7   | "Swan Song"                      | David M. Barrett | Rob Hanning                                                     | 12 de novembro de 2012    | 504           | 10.07                   |
| 89  | 8   | "After Hours"                    | David M. Barrett | Shalisha Francis                                                | 19 de novembro de 2012    | 508           | 10.48                   |
| 90  | 9   | "Secret Santa"                   | Paul Holahan     | Christine Roum                                                  | 3 de dezembro de 2012     | 509           | 8.50                    |
| 91  | 10  | "Significant Others"             | Holly Dale       | Terence Paul Winter                                             | 7 de janeiro de 2013      | 510           | 8.66                    |
| 92  | 11  | "Under the Influence"            | John Terlesky    | Elizabeth Beall                                                 | 14 de janeiro de 2013     | 512           | 9.14                    |
| 93  | 12  | "Death Gone Crazy"               | Bill Roe         | Jason Wilborn                                                   | 21 de janeiro de 2013     | 511           | 8.82                    |
| 94  | 13  | "Recoil"                         | Tom Wright       | Story by: Rob Hanning & Cooper McMains Teleplay by: Rob Hanning | 4 de fevereiro de 2013    | 513           | 8.89                    |
| 95  | 14  | "Reality Star Struck"            | Larry Shaw       | David Grae                                                      | 11 de fevereiro de 2013   | 514           | 8.97                    |
| 96  | 15  | "Target"                         | Bill Roe         | David Amann                                                     | 18 de fevereiro de 2013   | 515           | 9.85                    |
| 97  | 16  | "Hunt"                           | Rob Bowman       | Andrew W. Marlowe                                               | 25 de fevereiro de 2013   | 516           | 10.77                   |
| 98  | 17  | "Scared to Death"                | Ron Underwood    | Shalisha Francis                                                | 18 de março de 2013       | 517           | 11.26                   |
| 99  | 18  | "The Wild Rover"                 | Rob Hardy        | Terence Paul Winter                                             | 25 de março de 2013       | 518           | 10.57                   |
| 100 | 19  | "The Lives of Others"            | Larry Shaw       | Terri Miller & Andrew W. Marlowe                                | 1 de abril de 2013        | 519           | 11.79                   |
| 101 | 20  | "The Fast and the Furriest"      | Jonathan Frakes  | Christine Roum                                                  | 15 de abril de 2013       | N/A           | 10.18                   |
| 102 | 21  | "The Squab and the Quail"        | Paul Holohan     | Story by: Jason Wilborn & Adam Frost Teleplay by: Jason Wilborn | 22 de abril de 2013       | N/A           | 11.76                   |
| 103 | 22  | "Still"                          | Bill Roe         | Rob Hanning                                                     | 29 de abril de 2013       | N/A           | 10.53                   |
| 104 | 23  | "The Human Factor"               | Bill Roe         | David Amann                                                     | 6 de maio de 2013         | N/A           | 10.84                   |
| 105 | 24  | "Watershed"                      | John Terlesky    | Andrew W. Marlowe                                               | 13 de maio de 2013        | N/A           | 11.16                   |

### 6ª Temporada 2013-2014
| Seq | Ep. | Titulo                           | Diretor          | Escritor                                                           | Exibido originalmente EUA | Audiência EUA (milhões) |
| --- | --- | -------------------------------- | ---------------- | ------------------------------------------------------------------ | ------------------------- | ----------------------- |
| 106 | 1   | "Valkyrie"                       | John Terlesky    | Rob Hanning                                                        | 23 de setembro de 2013    | 11.46                   |
| 107 | 2   | "Dreamworld"                     | Thomas J. Wright | David Grae                                                         | 30 de setembro de 2013    | 10.88                   |
| 108 | 3   | "Need to know"                   | Elizabeth Beall  | Larry Shaw                                                         | 7 de outubro de 2013      | 10.51                   |
| 109 | 4   | "Number One Fan"                 | John Terlesky    | Terence Paul Winter                                                | 14 de outubro de 2013     | 11.11                   |
| 110 | 5   | "Time Will Tell"                 | Rob Bowman       | Terri Edda Miller & Andrew W. Marlowe                              | 21 de outubro de 2013     | 10.59                   |
| 111 | 6   | "Get a Clue"                     | Holly Dale       | Christine Roum                                                     | 28 de outubro de 2013     | 10.69                   |
| 112 | 7   | "Like Father, Like Daughter"     | Paul Holahan     | Marc Dube                                                          | 4 de novembro de 2013     | 10.87                   |
| 113 | 8   | "A Murder Is Forever"            | Bill Roe         | Chad Gomez Creasey & Dara Resnik Creasey                           | 11 de novembro de 2013    | 10.05                   |
| 114 | 9   | "Disciple"                       | Rob Bowman       | David Amann                                                        | 18 de novembro de 2013    | 10.93                   |
| 115 | 10  | "The Good, the Bad and the Baby" | John Terlesky    | Terri Miller                                                       | 25 de novembro de 2013    | 11.41                   |
| 116 | 11  | "Under Fire"                     | Paul Holahan     | Andrew W. Marlowe & David Amann                                    | 6 de janeiro de 2014      | 8.83                    |
| 117 | 12  | "Deep Cover"                     | Tom Wright       | Terence Paul Winter                                                | 13 de janeiro de 2014     | 9.03                    |
| 118 | 13  | "Limelight"                      | Bill Roe         | Rob Hanning                                                        | 20 de janeiro de 2014     | 8.96                    |
| 119 | 14  | "Dressed to Kill"                | Jeannot Szwarc   | Elizabeth Beall                                                    | 3 de fevereiro de 2014    | 10.02                   |
| 120 | 15  | "Smells Like Teen Spirit"        | Kevin Hooks      | Chad Gomez Creasey & Dana Resnik Creasey                           | 17 de fevereiro de 2014   | 7.78                    |
| 121 | 16  | "Room 147"                       | Bill Roe         | Adam Frost                                                         | 24 de fevereiro de 2014   | 8.74                    |
| 122 | 17  | "In the Belly of the Beast"      | Rob Bowman       | Andrew W. Marlowe & David Amann                                    | 3 de março de 2014        | 8.38                    |
| 123 | 18  | "The way of the ninja"           | Larry Shaw       | Story by: Christine Roum & Shawn Waugh Teleplay by: Christine Roum | 17 de março de 2014       | 9.99                    |
| 124 | 19  | "The Greater Good"               | Holly Dale       | David Grae                                                         | 24 de março de 2014       | 9.78                    |
| 125 | 20  | "That '70s Show"                 | John Terlesky    | David Amann                                                        | 21 de abril de 2014       | 9.76                    |
| 126 | 21  | "Law & Boarder"                  | Tom Wright       | Jim Adler                                                          | 28 de abril de 2014       | 10.39                   |
| 127 | 22  | "Veritas"                        | Rob Bowman       | Rob Hanning & Terence Paul Winter                                  | 5 de maio de 2014         | 9.00                    |
| 128 | 23  | "For Better or Worse"            | John Terlesky    | Terri Miller & Andrew W. Marlowe                                   | 12 de maio de 2014        | 10.59                   |

### 7ª Temporada 2014-2015
| Seq | Ep. | Titulo                         | Diretor           | Escritor                                 | Exibido originalmente EUA | Audiência EUA (milhões) |
| --- | --- | ------------------------------ | ----------------- | ---------------------------------------- | ------------------------- | ----------------------- |
| 129 | 1   | "Driven"                       | Rob Bowman        | David Amann                              | 29 de setembro de 2014    | 10.75                   |
| 130 | 2   | "Montreal"                     | Alrick Riley      | Andrew W. Marlowe                        | 6 de outubro de 2014      | 9.60                    |
| 131 | 3   | "Clear and Present Danger"     | Kate Woods        | Chad Gomez Creasey & Dara Resnik Creasey | 13 de outubro de 2014     | 9.30                    |
| 132 | 4   | "Child's Play"                 | Rob Bowman        | Rob Hanning                              | 20 de outubro de 2014     | 8.82                    |
| 133 | 5   | "Meme is Murder"               | Bill Roe          | Jim Adler                                | 27 de outubro de 2014     | 8.75                    |
| 134 | 6   | "The Time of Our Lives"        | Paul Holahan      | Terri Edda Miller                        | 10 de novembro de 2014    | 9.52                    |
| 135 | 7   | "Once Upon a Time in the West" | Alrick Riley      | Terence Paul Winter                      | 17 de novembro de 2014    | 9.38                    |
| 136 | 8   | "Kill Switch"                  | Jeannot Szwarc    | David Amann                              | 24 de novembro de 2014    | 9.55                    |
| 137 | 9   | "Last Action Hero"             | Paul Holahan      | Christine Roum                           | 1 de dezembro de 2014     | 8.45                    |
| 138 | 10  | "Bad Santa"                    | Bill Roe          | Chad Gomez Creasey & Dara Resnik Creasey | 8 de dezembro de 2014     | 7.32                    |
| 139 | 11  | "Castle, P.I."                 | Milan Cheylov     | Rob Hanning                              | 12 de janeiro de 2015     | 6.77                    |
| 140 | 12  | "Private Eye Caramba!"         | Hanelle Culpepper | Adam Frost                               | 19 de janeiro de 2015     | 7.60                    |
| 141 | 13  | "I Witness"                    | Tom Wright        | Terence Paul Winter & Amanda Johns       | 2 de fevereiro de 2015    | 7.41                    |
| 142 | 14  | "Resurrection"                 | Bill Roe          | David Amann                              | 9 de fevereiro de 2015    | 7.43                    |
| 143 | 15  | "Reckoning"                    | Rob Bowman        | Andrew W. Marlowe                        | 16 de fevereiro de 2015   | 8.47                    |
| 144 | 16  | "The Wrong Stuff"              | Paul Holahan      | Terri Miller                             | 23 de fevereiro de 2015   | 7.61                    |
| 145 | 17  | "Hong Kong Hustle"             | Jann Turner       | Andrew W. Marlowe                        | 16 de março de 2015       | 8.94                    |
| 146 | 18  | "At Close Range"               | Bill Roe          | Jim Adler                                | 23 de março de 2015       | 8.04                    |
| 147 | 19  | "Habeas Corpse"                | Kate Woods        | Rob Hanning                              | 30 de março de 2015       | 8.16                    |
| 148 | 20  | "Sleeper"                      | Paul Holahan      | David Amann                              | 20 de abril de 2015       | 8.34                    |
| 149 | 21  | "In Plane Sight"               | Bill Roe          | Dara Resnik Creasey                      | 27 de abril de 2015       | 8.31                    |
| 150 | 22  | "Dead from New York"           | Jeannot Szwarc    | Terence Paul Winter                      | 4 de maio de 2015         | 8.26                    |
| 151 | 23  | "Hollander's Woods"            | Paul Holahan      | Andrew W. Marlowe & Terri Edda Miller    | 11 de maio de 2015        | 8.55                    |

### 8ª Temporada 2015-2016
| Seq. | Ep. | Titulo                      | Diretor           | Escritor                           | Exibido originalmente EUA | Audiência EUA (milhões) |
| ---- | --- | --------------------------- | ----------------- | ---------------------------------- | ------------------------- | ----------------------- |
| 152  | 1   | XY                          | Rob Bowman        | Terence Paul Winter & Alexi Hawley | 21 de setembro de 2015    | 6.84                    |
| 153  | 2   | XX                          | Paul Holahan      | Alexi Hayley & Terence Paul Winter | 28 de setembro de 2015    | 6.70                    |
| 154  | 3   | PhDead                      | Rob Bowman        | Chad Creasey                       | 5 de outubro de 2015      | 6.76                    |
| 155  | 4   | What Lies Beneath           | Larry Shaw        | Barry O'Brien                      | 12 de outubro de 2015     | 6.78                    |
| 156  | 5   | The Nose                    | Steve Robin       | Nancy Kiu                          | 19 de outubro de 2015     | 6.67                    |
| 157  | 6   | Cool Boys                   | Paul Holahan      | Alexi Hawley                       | 9 de novembro de 2015     | 6.07                    |
| 158  | 7   | The Last Seduction          | John Terlesky     | Robert Hanning                     | 16 de novembro de 2015    | 6.80                    |
| 159  | 8   | Mr. & Mrs. Castle           | Jeff Bleckner     | Christine Roum                     | 23 de novembro de 2015    | 6.65                    |
| 160  | 9   | Tone Death                  | Hanelle Culpepper | Robert Bella                       | 1º de fevereiro de 2016   | 5.72                    |
| 161  | 10  | Witness for the Prosecution | Bill Roe          | Terence Paul Winter                | 14 de fevereiro de 2016   | 4.19                    |
| 162  | 11  | Dead Red                    | Jeannot Szwarc    | Jim Adler                          | 15 de fevereiro de 2016   | 5.15                    |
| 163  | 12  | The Blame Game              | Jessica Yu        | Michal Zebede                      | 22 de fevereiro de 2016   | 5.48                    |
| 164  | 13  | And Justice For All         | Kate Woods        | Adam Frost                         | 29 de fevereiro de 2016   | 5.26                    |
| 165  | 14  | The G.D.S.                  | Jonh Terlesky     | Alexi Hawley                       | 7 de março de 2016        | 5.68                    |
| 166  | 15  | Fidelis Ad Mortem           | Rob Bowman        | Chad Creasey                       | 21 de março de 2016       | 6.50                    |
| 167  | 16  | Heartbreaker                | Thomas J. Wright  | Barry O'Brien                      | 04 de abril de 2016       | 6.88                    |
| 168  | 17  | Death Wish                  | Bill Roe          | Stephanie Hicks                    | 11 de abril de 2016       | 6.44                    |
| 169  | 18  | Backstabber                 | Jessica Yu        | Robert Bella                       | 18 de abril de 2016       | 5.86                    |
| 170  | 19  | Dead Again                  | Bill Roe          | Rob Hanning                        | 25 de abril de 2016       | 6.19                    |
| 171  | 20  | Much Ado About Murder       | Hanelle Culpepper | Christine Roum                     | 02 de maio de 2016        | 6.03                    |
| 172  | 21  | Hell to Pay                 | John Terlesky     | Jim Adler & Andrew W. Marlowe      | 09 de maio de 2016        | 6.74                    |
| 173  | 22  | Crossfire                   | Rob Bowman        | Terence Paul Winter & Alexi Hawley | 16 de maio de 2016        | 7.65                    |

## Lançamento em DVD
| Temporadas | Temporadas | Lançamento em DVD      | Lançamento em DVD      | Lançamento em DVD      |
| Temporadas | Temporadas | Região 1               | Região 2               | Região 4               |
| ---------- | ---------- | ---------------------- | ---------------------- | ---------------------- |
|            | 1          | 22 de setembro de 2009 | 6 de maio de 2010      | 9 de março de 2010     |
|            | 2          | 21 de setembro de 2010 | 24 de março de 2011    | 1 de dezembro de 2010  |
|            | 3          | 20 de setembro de 2011 | 24 de novembro de 2011 | 12 de outubro de 2011  |
|            | 4          | 11 de setembro de 2012 | 14 de novembro de 2012 | 14 de novembro de 2012 |
|            | 5          | 10 de setembro de 2013 | 11 de novembro de 2013 | 6 de novembro de 2013  |
|            | 6          | 16 de setembro de 2014 | 17 de novembro de 2014 | —                      |
|            | 7          | —                      | —                      | —                      |
|            | 8          | —                      | —                      | —                      |